# Car Button Cloth

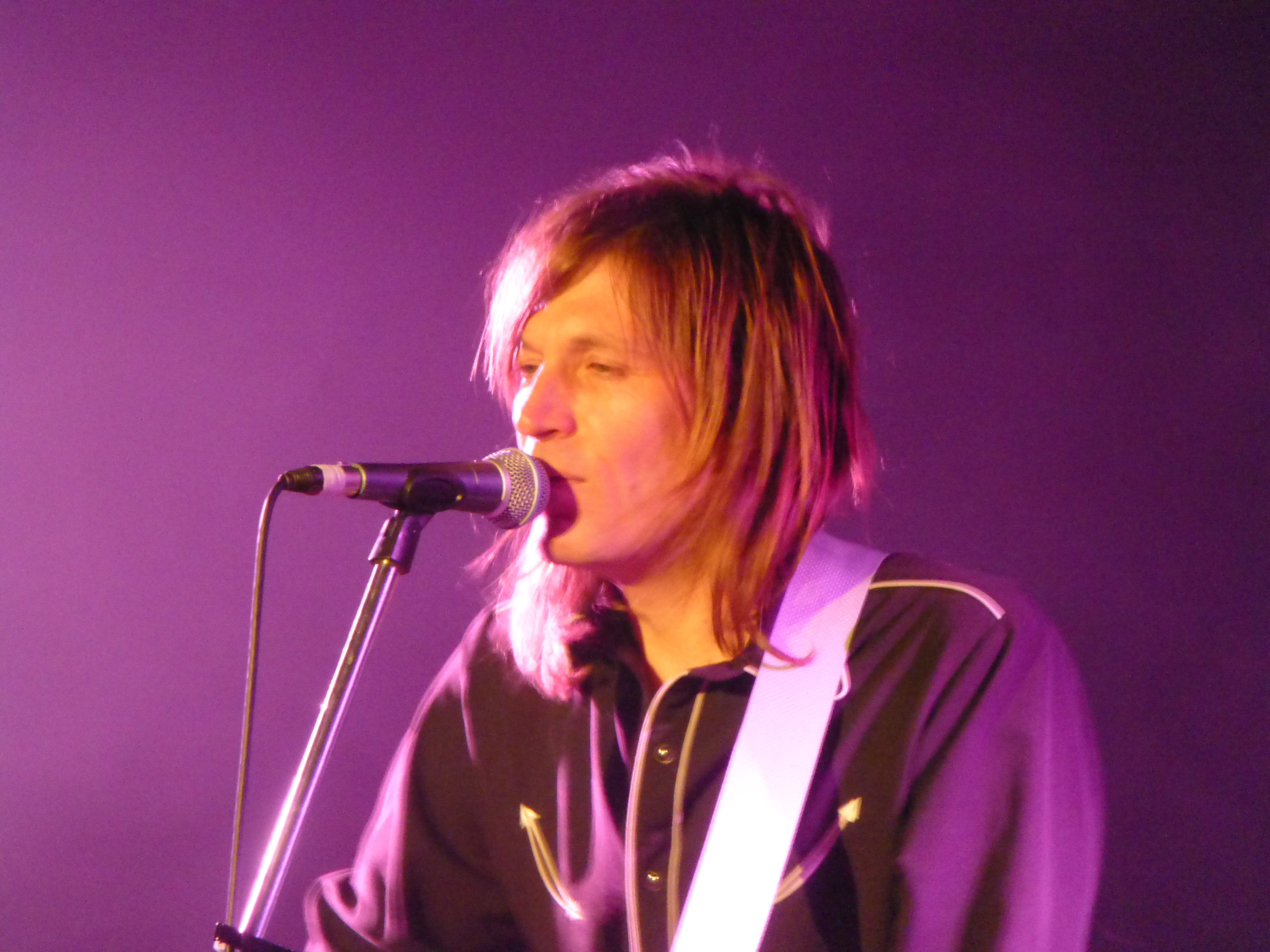
Evan Dando

Car Botton Cloth foi o último álbum de estúdio dos Lemonheads sob o seu contrato com a Atlantic Records. Apenas uma década mais tarde, eles lançaram um álbum autointitulado. Entretanto, o vocalista do grupo e único membro original remanescente, Evan Dando , lançou seu primeiro álbum solo oficial em 2003, Baby I'm Bored.
Apesar de receber críticas mornas e não ser tão bem sucedido comercialmente como os dois álbuns anteriores dos Lemonheads, It's a shame about Ray e Come On Feel the Lemonheads, o disco ganhou um status cult menor nos últimos anos. As faixas "It's all true", "If I could tell I'd told you" (co escrita por Eugene Kelly dos Vaselines ), e "The outdoor type" foram lançadas como singles no Reino Unido. "Purple Parallelogram", uma canção escrita por Dando com Noel Gallagher do Oasis, foi originalmente incluído nas cópias promocionais do álbum, mas teria sido removido mais tarde, a pedido de Gallagher.

## Lista de canções
Todas as canções de Evan Dando salvo indicação.
1. "It's All True" – 2:15
2. "If I Could Talk I'd Tell You" (Dando/Eugene Kelly) – 2:50
3. "Break Me" – 3:34
4. "Hospital" – 2:54
5. "The Outdoor Type" (Tom Morgan) – 2:35
6. "Losing Your Mind" – 5:36
7. "Something's Missing" – 2:47
8. "Knoxville Girl" (trad., arr. Dando) – 3:53
9. "6ix"  – 2:39
10. "C'mon Daddy" (Dando/Epic Soundtracks) – 3:32
11. "One More Time" – 2:39
12. "Tenderfoot" (Morgan) – 2:01
13. "Secular Rockulidge" – 5:33